# Sushee
Sushee, (do 2005.01.31 "Sushi") to polski zespół grający muzykę celtycką. Członkowie grupy poznali się w istniejącym od 1996 zespole Perskie Odloty. Po jego rozpadzie w listopadzie 2001 założyli zespół Sushee. Swoją karierę rozpoczynali grając tradycyjne irlandzkie pieśni i szanty, które z czasem wyparte zostały przez ich własne kompozycje. W czerwcu 2002 do zespołu dochodzi perkusista Tomasz Chołoniewski oraz grający na akordeonie Maciej Tobiasz, co owocuje mocniejszym, bardziej rockowym brzmieniem.
Popularność przyniosły im takie utwory jak Pegaz, Erotyk oraz aranżacja utworu Sixteen tons (autorem którego jest Tennessee Ernie Ford).
Zespół, wraz z występującym gościnnie Markiem Rajssem nagrał płytę Irish Groove której premiera miała miejsce 29 lipca 2005 roku na festiwalu Szantomierz.
Obecnie zespół współpracuje z Tadeuszem Leśniakiem, pianistą i aranżerem, oraz Markiem Smokiem Rajss'em (konga, bongos, perkusjonalia).

## Dyskografia
- Irish Groove (2005)

## Skład zespołu
- Marcin Chatys – gitara basowa
- Bartek Staromiejski – perkusja
- Mirosław Kliś – wokal, gitara prowadząca
- Maciej Tobiasz – akordeon
- Katarzyna Pytel – skrzypce
- Tadeusz Leśniak – instrumenty klawiszowe
- Marek Smok Rajss – konga, bongosy, perkusjonalia

## Wybrane utwory
- Czas na dobranoc (słowa P.Nowak, muzyka M.Kliś)
- Ladybird (muzyka K.Pytel)
- Pegaz (słowa P.Nowak, muzyka tradycyjna)
- Sixteen tons (słowa i muzyka Tennessee Ernie Ford)
- „Ewa nie chce śpiewać” (aranż. A. Prucnal, słowa M. Zabłocki)